# Radymno (gmina)
Radymno est une gmina rurale du powiat de Jarosław, Basses-Carpates, dans le sud-est de la Pologne, à la frontière avec l'Ukraine. Son siège est la ville de Radymno, bien qu'elle ne fasse pas partie du territoire de la gmina.
La gmina couvre une superficie de 182,44 km2 pour une population de 11 292 habitants.

## Géographie
La gmina inclut les villages de Budzyń, Chałupki Chotynieckie, Chotyniec, Duńkowice, Grabowiec, Korczowa, Łazy, Michałówka, Młyny, Nienowice, Ostrów, Piaski, Skołoszów, Sośnica, Sośnica-Brzeg, Święte, Zabłotce, Zaleska Wola et Zamojsce.
La gmina borde la ville de Radymno et les gminy de Chłopice, Jarosław, Laszki, Orły, Stubno et Wielkie Oczy. Elle est également frontalière de l'Ukraine.